# Distrito electoral de Southeast Manchester
Southeast Manchester (en inglés: Southeast Manchester Precinct) es un distrito electoral ubicado en el condado de Boone en el estado estadounidense de Nebraska. En el Censo de 2010 tenía una población de 943 habitantes y una densidad poblacional de 8,45 personas por km².

## Geografía
Southeast Manchester se encuentra ubicado en las coordenadas 41°41′40″N 97°54′12″O / 41.69444, -97.90333. Según la Oficina del Censo de los Estados Unidos, Southeast Manchester tiene una superficie total de 111.55 km², de la cual 111.55 km² corresponden a tierra firme y (0%) 0 km² es agua.

## Demografía
Según el censo de 2010, había 943 personas residiendo en Southeast Manchester. La densidad de población era de 8,45 hab./km². De los 943 habitantes, Southeast Manchester estaba compuesto por el 99.36% blancos, el 0% eran afroamericanos, el 0.11% eran amerindios, el 0.32% eran asiáticos, el 0% eran isleños del Pacífico, el 0% eran de otras razas y el 0.21% pertenecían a dos o más razas. Del total de la población el 1.7% eran hispanos o latinos de cualquier raza.